# Kunststoff.swiss
Kunststoff.swiss (Schreibweise in Wortmarke KUNSTSTOFF.swiss; bis 2013 Kunststoff-Verband Schweiz – KVS, zwischenzeitlich auch Swiss Plastics) ist der Branchenverband der schweizerischen Kunststoffindustrie, die rund 800 Unternehmen mit 35'000 Arbeitnehmern umfasst. Die Geschäftsstelle des Vereins befindet sich in Aarau.

## Geschichte
Der Verband hiess bis 2013 Kunststoff-Verband Schweiz (KVS; französisch Association Suisse des matières plastiques; italienisch Associazione Svizzera delle materie plastiche) und seit 1. Januar 2020 Kunststoff.swiss. Erster Präsident des KVS war Alexander F. Knoll. Von 1998 bis 2008 sass Peter Weigelt dem Verband vor. Ihm folgte 2008 Doris Fiala. Im Januar 2016 übergab Fiala den Vorsitz an Silvio Ponti.
Der KVS, in dem 2013 rund 60 Prozent aller Unternehmen der schweizerischen Kunststoffverarbeitungsunternehmen vertreten waren und der zu diesem Zeitpunkt 15 Fachverbände umfasste, fusionierte Ende 1991 aus der Arbeitsgemeinschaft der Schweizerischen Kunststoffindustrie (ASKI) und dem Verband Kunststoff-Industrie der Schweiz (VKI). Der KVS nahm am 1. Januar 1992 seine Arbeit auf und vertrat zu diesem Zeitpunkt die Interessen von 700 Firmen und 25'000 Arbeitnehmern. Unter anderem war bereits der KVS Mitträger des Kunststoff-Ausbildungs- und Technologie-Zentrums (KATZ) in Aarau.
Swiss Plastics unterstützte 2016 das Referendum gegen das Massnahmenpaket Energiestrategie 2050.
An der Mitgliederversammlung 2019 wurde Kunststoff.swiss als neuer Name gutgeheissen.

## Zweck
Kunststoff.swiss ist verantwortliche Organisation der Arbeitswelt für die Berufslehren Kunststofftechnologe EFZ und Kunststoffpraktiker EBA. Zu den Aufgaben gehören weiterhin die Wahrnehmung und Vertretung der wirtschaftspolitischen Interesse der Mitglieder, Lobbyarbeit bei der Unterstützung und Beratung der Behörden in Bezug auf alle gesetzgeberischen Massnahmen, Öffentlichkeitsarbeit und Kommunikation, die Förderung der beruflichen Aus- und Weiterbildung sowie Interessenvertretung und Aktivitäten im Umweltschutz- und Entsorgungsbereich.

## Mitglieder
Das Mitgliederverzeichnis umfasste am 1. März 2013 unter vielen weiteren die A. Schulman AG in Zürich, die A.H. Meyer & Cie in Zürich, die ABB Schweiz AG CMC Low Voltage Products in Schaffhausen, Alporit AG, die BASF AG KT/KE in Ludwigshafen.

### Kollektivmitglieder
Dem Verband gehören folgende Kollektivmitglieder an:
- EPS Verband Schweiz, Küssnacht am Rigi
- ERDE Schweiz, Aarau
- KATZ Kunststoff Ausbildungs- und Technologie-Zentrum, Aarau
- PVCH-Arbeitsgemeinschaft der Schweizerischen PVC-Industrie, Aarau
- Reifen-Verband der Schweiz (RVS), Bern
- Schweizerisches Verpackungsinstitut SVI, Oberwangen b. Bern
- Swiss Plastics Cluster, Fribourg
- Verband Kunststoff-Rohre und -Rohrleitungsteile, Aarau

### Ehren- und Freimitglieder (Auswahl)
- Wolfgang Kaiser, Professor, Suhr
- Johannes Kunz, Professor, Rapperswil
- Peter Weigelt, ehemaliger Präsident von 1998 bis 2008